# Samraong (thị xã)
Samraong (tiếng Khmer: សំរោង) là thủ phủ của tỉnh Oddar Meancheay tọa lạc tây bắc Vương quốc Campuchia.  Thành phố Samrong được nâng cấp từ huyện Samrong theo Tiểu Nghị định số 17, ngày 9 tháng 1 năm 2009.
So với các đô thị khác, Samraong là nơi có sự phát triển kém hơn, lý do chính là do cuộc nội chiến kéo dài. Thành phố có cơ sở hạ tầng yếu kém. Samraong nằm không xa biên giới Thái Lan.

## Hình ảnh

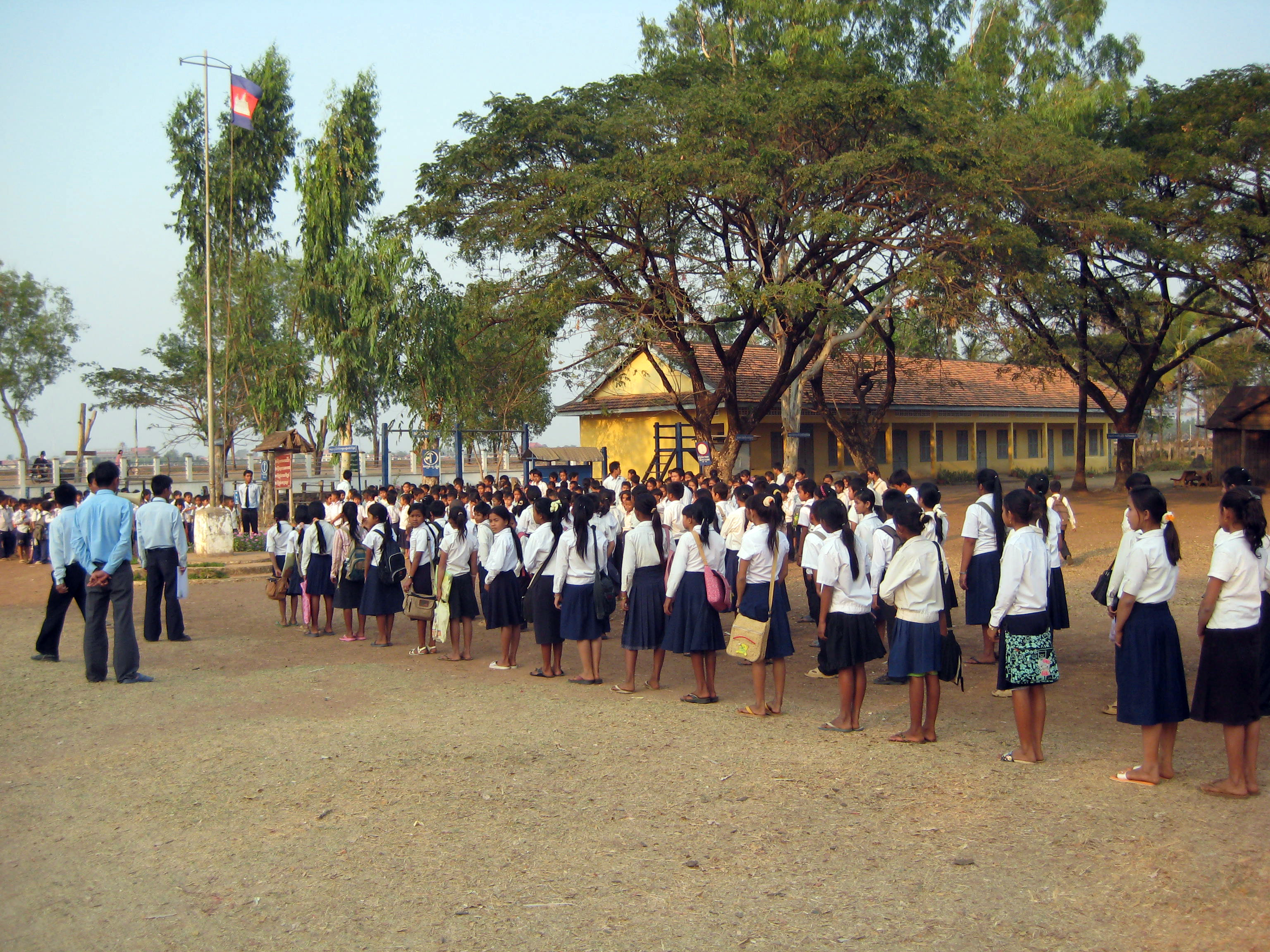
Một trường học ở Samraong
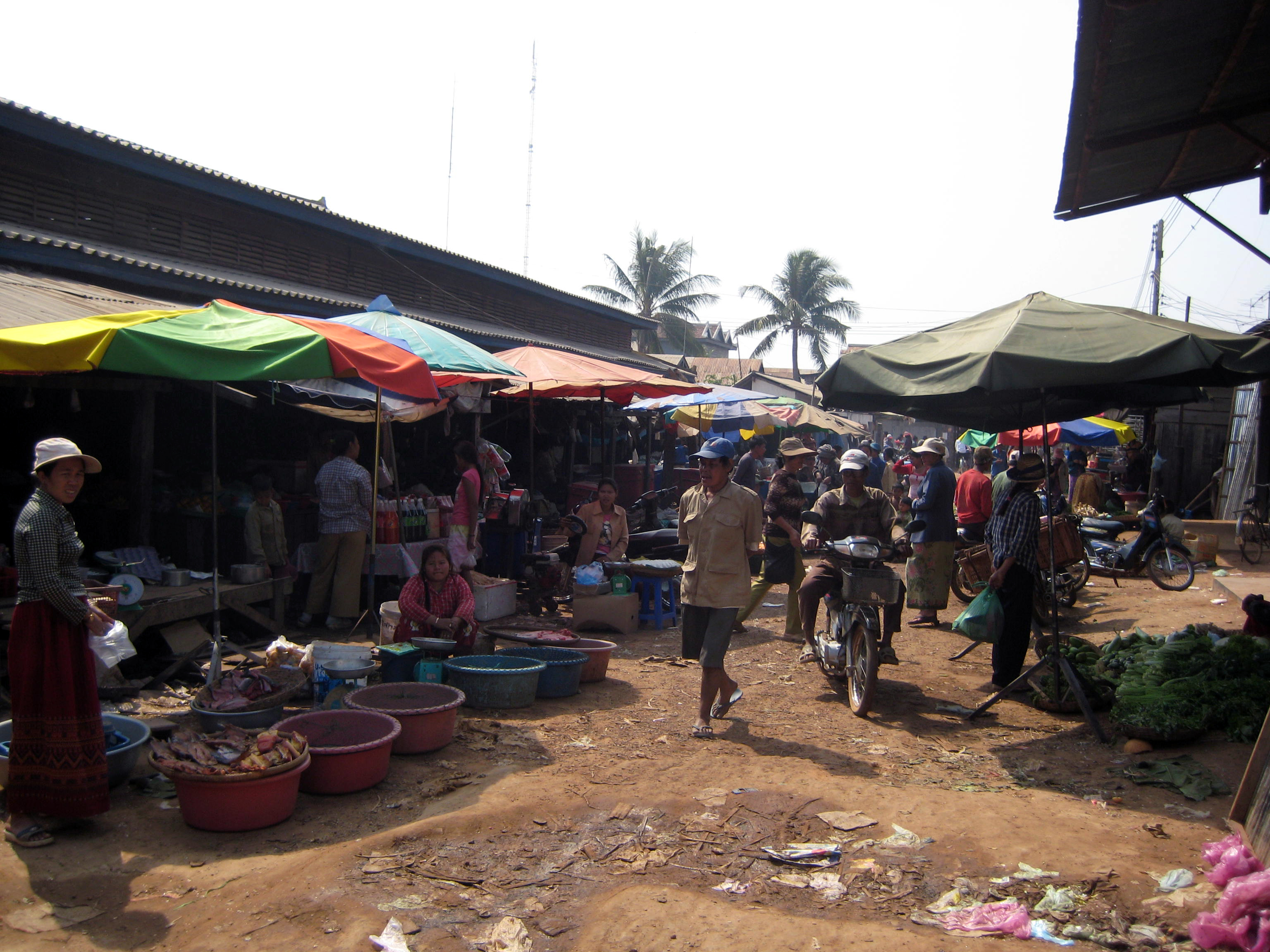
Quầy bán hàng trong chợ